# Au royaume de la musique
Au royaume de la musique (ou Tournois du royaume de la musique) est une émission-concours de la Radiodiffusion-télévision française créée en 1947 par les sœurs Sylvie Raynaud-Zurfluh, et Eliane Zurfluh, et animée par Paul Castan. Ce concours est destiné à faire découvrir les jeunes talents dans les années 1950-1970 et a permis d'entendre dès leur enfance et leur adolescence de nombreux interprètes qui auront une carrière de premier plan : Pierre Amoyal, les sœurs Katia et Marielle Labèque, Catherine Collard, Jean-Claude Malgoire, Brigitte Engerer, Michel Portal, Christophe Coin...
Les lauréats ayant reçu un premier prix ont pu se produire en concert au début dans la salle Pleyel, puis au théâtre des Champs-Élysées, à la Maison de la Radio. Les lauréats recevaient une distinction en fonction de leur prestation : Sujet, Ecuyer, Chevalier... du royaume de la musique.
Le titre de cette émission est  tirée d'une collection d'albums à destination de la jeunesse et publiée aux éditions Zurfluh :
- Madame Solfège et ses sept enfants, 1er recueil à colorier (1946).
- Les Aventures du pompier Bécarre, 2e recueil à colorier (1947). (BNF 39719950).
- Cousine Mesure au cirque, 3e recueil à colorier.
- Méthode de piano illustrée (1947). (BNF 39719791).
- La Musique à découper, petite théorie musicale (1947). (BNF 39720592).

L'ORTF (1964-1975) a accompagné ce concours. L'émission radiophonique existera jusqu'en 1985.
En hommage à cette émission et ses tournois, Radio France organise régulièrement le concours international « Royaume de la musique » pour jeunes musiciens.
Il existe également une association des amis du royaume de la musique, au 16 rue d'Assas à Paris, reconnue d'utilité publique en 1965. À la mort de Sylvie Raynaud-Zurfluh, la fondation Raynaud-Zurfluh est créée fin 1995 et distribue une bourse aux jeunes musiciens.

## Premier Prix national du royaume de la musique
1956
- Alan Stivell (harpe celtique)

1958
- Max Méreaux (piano)[2]

1960
- Olivier Greif (piano)

1961
- Alain Laurent (violon et musique de chambre)

1964
- Brigitte Engerer (piano)[5]
- Serge Dangain (clarinette)

1966
- Martine Géliot (harpe)
- Claude Poletti (piano)
- Cyprien Katsaris (piano)
- Michel Portal (clarinette)
- Jean-Michel Varache (flûte)

1971
- Nathalie Béra-Tagrine (piano)

années 1970 indéterminée
- Armelle Gourlaouën (harpe)
- Marc Zuili (flûte)

## Concours Royaume de la musique et Radio-France
Radio France est créée en 1975 et succède à l'ORTF.
1982
- Caroline Sageman (piano)

1990
- Anne-Sophie Llorens (guitare)

1991
- Jean Dubé (piano)[6]

1997
- Éric Artz (piano)

1998
- Astrig Siranossian (violoncelle)

2007
- Agnès Clément (harpe)

date indéterminée
- Guillaume Latour (violon)
- Adrien Frasse-Sombet (violoncelle)

## Citations
« Dans la mythologie grecque, la muse Euterpe, avec sa lyre, gouverne le royaume de la musique et Terpsichore, avec sa harpe, invente l'art de la danse. »
L'expression « royaume de la musique » est présente régulièrement dans la littérature musicale depuis le XIXe siècle.

« Lorsque vous faites laborieusement des exercices de piano ou de violon, de flûte ou de saxo, dites-vous que vous forgez la clef qui ouvre « le royaume de la musique » (comme dit la radio). »

— A. Casalus, 
Le Porteur de flambeau (Paris) - 1961